# Tears of Blood
Tears of Blood — второй полноформатный студийный альбом группы Black Symphony, выпущенный в 2001 году лейблом Rising Sun Records.

## Об альбоме
Лимитированное издание альбома содержало бонус-диск, содержащий четыре композиции. Перед выпуском альбома участники группы проводили специальное маркетинговое исследование, а сам новый материал был перед выпуском прослушан несколькимим поклонниками коллектива. 

Он сильнее (в отношении своего предшественника) во всех отношениях - с точки зрения продюсирования, самих песен, вокальных партий, - Рик Плестер.

## Список композиций
1. Tears of Blood, Part 1 04:51
2. It Remains a Mystery 03:07
3. Take Me Down 03:47
4. I Am Hate 03:45
5. Death	 7:02
6. Burned 04:15
7. Over and Over 03:57
8. Tears of Blood, Part 2 03:13
9. Forgive Me 04:58
10. Left in Confusion 02:45
11. Into the Dark 06:01
12. Black Symphony, Part 2 08:04

### Бонус-диск
1. Behind Blue Eyes 3:53
2. Smoke On The Water 5:10
3. Zero The Hero 7:27
4. Deliverance 4:51